# Referendum in Sierra Leone 1991

Flagge von Sierra Leone

Im August 1991 wurde im westafrikanischen Sierra Leone ein Referendum zu einer neuen Verfassung durchgeführt. Die Abstimmung wurde über vier Tage, am 23., 26., 28. und 30. August abgehalten. Die neue Verfassung sah vor allem die Einführung eines Mehrparteiensystems vor, nachdem seit der Unabhängigkeit ein Einparteiensystem gegolten hatte.
Von den etwa 2,5 Millionen Wahlberechtigten gaben 75 Prozent ihre Stimme ab. 80 Prozent der Stimmen wählten für die neue Verfassung, die am 1. Oktober 1991 eingeführt wurde.